# فلورنسا جان
فلورنسا جان (بالفرنسية: Florence Cahn)‏ هي متزلجة فنية فرنسية، ولدت في 27 أكتوبر 1954.

## وصلات خارجية
- فلورنسا جان على موقع أوليمبيديا (الإنجليزية)